# Déraillements d'Airan
Les déraillements d'Airan sont deux déraillements de trains de permissionnaires allemands organisés par la résistance en avril et mai 1942 sur la ligne de Paris à Cherbourg à Airan dans le Calvados. Ils sont les plus meurtriers de toute la période de l'occupation allemande.

## Histoire
Le 22 mars 1942, Joseph Etienne, Emile Julien et Charles Reinert rejoignent Désiré Marie à Frénouville. Ils prennent la direction de Bellengreville et se placent le long de la ligne de chemin de fer de Paris à Cherbourg. 30 minutes avant le passage du train, ils dévissent les tire-fonds mais l'un d'eux résiste et ils n'arrivent pas à déplacé le rail. Quelques jours plus tard, Emile Julien place une bombe sous les rails avec des bâtons d'explosifs récupérés dans une carrière. Mais l'engin n'explose pas au passage du train.

### 16 avril 1942
Le 16 avril 1942, vers 2h30 du matin, le même groupe se place au point kilométrique 222+025 de la ligne de Paris à Cherbourg, non loin de la gare de Moult-Argences sur la commune d'Airan. Pour éviter les ennuis de la première tentative, les saboteurs utilisent un vaporisateur rempli d'huile pour plus facilement débloquer les tire-fonds. Un dernier train de marchandises passe à 3h puis ils reprennent leur travail et arrivent à déplacer le rail d'une bonne dizaine de centimètres grâce à une barre à mine. Cette technique a été si efficace que les FTP en ont rédigé un manuel qui a ensuite été diffusé auprès d'autres résistants pour effectuer des sabotages à partir de l'été 1942.
A 3h30 du matin, un train de permissionnaires de la kriegsmarine numéro « SF 906 » en provenance de Maastricht et à destination de Cherbourg composé de dix wagons déraille. La locomotive, son tender et le premier wagon ont totalement déraillé et sont sur leur flanc. C'est dans les wagons suivants, plus durement touchés, que se trouvent les principales victimes.
Le bilan humain est de 28 morts et 19 blessés chez les militaires allemands. Le mécanicien et le chauffeur, deux cheminots du dépôt de Caen, sont légèrement blessés.

### 1ermai 1942
La direction clandestine du parti communiste avait d'ors et déjà décidé de faire du 1er mai une journée de lutte avec des grèves, des débrayages et des manifestations. La direction clandestine du Calvados décide quant à elle d'effectuer un nouveau sabotage lors de cette date symbolique.
Un commando composé de trois des quatre auteurs du premier sabotage se retrouvent sur le même lieu. Et exactement à la même heure, ils font dérailler un nouveau train qui effectuait le trajet Maastricht-Cherbourg. Les auteurs ont utilisé la même technique et ont même déboulonné le même rail. La locomotive a totalement déraillé mais le premier wagon à armature métallique est resté sur les rails. Ce dernier était occupé par les otages français obligés d'accompagner chaque convoi ; ses occupants sont tous indemnes. Les deux wagons suivants étant en bois, ils se sont entrechoqués et disloqués faisant 10 morts et 22 blessés.

## Conséquences
Immédiatement après le premier sabotage, à la fin de l'après-midi du 17 avril, une vingtaine de personnes sont réquisitionnées de force par les Allemands au hasard dans le hall de la gare de Caen. Parmi eux, des commerçants, des ouvriers, des fonctionnaires, un cadre commercial, un étudiant et deux employés de préfecture. Ils sont chargés d'accompagner le prochain convoi allemand à direction d'Amiens. Désormais, tous les trains allemands circulant sur la ligne sont accompagnés de civils français pour garantir la « sécurité » des convois.
Le 18 avril, le commandant en chef des troupes d’occupation en France Von Stülpnagel publie un arrêté annonçant des mesures de couvre-feu (interdiction de circulation de 19h30 à 6h, fermeture des restaurants à 18h, tous les lieux de divertissements et d'amusements sont fermés et les manifestations sportives supprimées) et l’exécution de « 30 communistes, Juifs et personnes appartenant aux mêmes milieux que les auteurs de l’attentat » si dans les trois jours les auteurs ne sont pas retrouvés. Malgré les moyens déployés, les auteurs ne sont pas retrouvés et les autorités allemandes obtiennent de la police française une liste de sympathisants communistes. Plusieurs sont arrêtés dans l'agglomération caennaise et conduits à la prison de la Maladrerie. Le 30 avril 1942, vingt-quatre détenus y sont fusillés.
Le premier mai, à la suite du second déraillement, dès 6 heures du matin, 80 barrages de gendarmerie sont établis sur l'ensemble du département à la recherche des auteurs. Plus tard dans l'après-midi, le Feldkommandant remet au préfet une liste de 58 juifs et 60 communistes à arrêter dans l'agglomération ; une autre liste comprenant une vingtaine de noms est remise aux sous-préfets de Vire, Bayeux et Lisieux. Les arrestations débutent dans la nuit du 2 au 3 mai avec l'aide des Feldgendarmes. Les uns sont amenés au commissariat central place de la Républiques, les autres au siège de la gestapo rue des Jacobins. Puis ils sont tous conduits à la prison de la Maladrerie ou à la maison d'arrêt. Le bilan des arrestations est de 56 communistes et 28 juifs. Mais celui-ci ne satisfait pas le commandement allemand qui attendait 130 arrestations et demande au préfet de faire arrêter tous juif ou communistes connus.
Autre conséquence, les Allemands exigent que la ligne de Paris à Cherbourg soit gardée par des civils dans sa traversée du Calvados soit 1 300 personnes.
Le 3 mai en fin d'après-midi, les personnes arrêtées dans la nuit du 1er au 2 mai sont remises aux autorités allemandes. Des fourgons cellulaire les amènent au Petit Lycée, elles sont rejointes par celles arrêtées dans le reste du département. Le 4 mai, de nouvelles personnes arrêtées à Caen, Mézidon, Vire, Condé-sur-Noireau, Touques et Percy-en-Auge et rassemblées dans le même lieu. Un sous-officier allemand leur apprend leur sort : « le Führer vous a graciés ! Vous ne serez pas fusillés et vous irez travailler à l'est ! ». A 18h30, deux cars conduisent les personnes jusqu'à la gare où ils sont mis dans des wagons à bestiaux. Le convoi prend la direction de Compiègne puis le camp de Royallieu.
Mais les Allemands ne sont toujours pas satisfaits du nombre d'arrestations et somment le préfet d'en procéder à de nouvelles. Ce dernier refuse malgré l'insistance Vichy. Ainsi, à parti du 7 mai, les Allemands procèdent eux-mêmes à des arrestations dont, à Caen, celles du professeur René Musset. Les personnes sont réunies au Petit Lycée. Le 8 mai au matin, ces otages sont emmenés en train au camp de Royallieu.
Sans rapport direct avec les sabotages, le 9 mai, trois détenus de la maison centrale et des hommes sont condamnés le 1er mai pour « propagande gaulliste » et passés par les armes à la caserne du 43e RI; leur peine avait alourdi dans le contexte du sabotage de la nuit précédente. Le président de la Cour allant même jusqu'à pester contre « les français qui assassinent les Allemands alors que ceux-ci leur tendent la main ». Le même jour, le matin, trois communistes sont fusillés dans la caserne du 43eRI.
Le 14 mai, 11 nouveaux communistes y sont fusillés.
Le 20 mai, la Feldkommandantur lève partiellement les restrictions en vigueur depuis le 16 avril (le couvre-feu est ramené de 23h à 5h).
Le préfet du Calvados Henri Graux est limogé par Vichy le 6 juin 1942.
Le 19 décembre 2008, une stèle en hommage au 42 otages déportés a été inaugurée sur l'ancien Petit lycée.

## Les auteurs
Les sabotages ont été décidés par la direction clandestine du parti communiste du Calvados d'après des directives du comité militaire des Francs-tireurs et partisans dirigés par Charles Tillon. Son dirigeant est en 1942 Marius Sire dit « Kleber », ancien responsable des jeunesses communistes d'Amiens. Les exécutants sont Joseph Etienne dit « Jean », un ancien contremaitre d'une usine textile de Lisieux, Emile Julien dit « Maurice », un ouvrier chaudronnier qui a participé dès 1940 à la reconstitution du parti communiste dans le département.
Pour le premier sabotage, « Jean » et « Maurice » sont accompagnés de deux cheminots : Désiré Marie, un cantonnier de  Frénouville et Charles Reinert un sémaphoriste de Caen et agent de liaison entre le Front national et les militants au sein de la SNCF à Caen. C'est aussi lui qui fournit les informations sur les horaires des trains.
C'est dans une maison de Villers-sur-mer que « Kléber », « Maurice » et « Jean » préparent le sabotage. Ils ont l'aide d'une agente de liaison, Edmone Robert dite « Lucienne », une institutrice de Saint-Aubin-sur-Algot. C'est chez elle que « Jean » et « Maurice » se replient après le premier sabotage.
Ce n'est qu'en 1943 que certains des auteurs ont été interpellés par les policiers français. Le premier est Joseph Etienne le 2 mars (tombé dans une embuscade, il est blessé par balle par un policier). Mais il arrive à s'échapper de l'hôpital Clemenceau où il était en convalescence dans la nuit du 8 mai. Il part pour la région de Rouen où il continue le combat. Il termine la guerre avec le grade de lieutenant-colonel dans les FFI. Il meurt en mars 1992.
Le 15 avril, c'est au tour de Marius Sire d'être interpellé dans sa planque. Il est exécuté le 14 août 1943 au Mont-Valérien.
Edmonde Robert est interpellée en décembre 1942, condamnée à mort en juillet 1943 puis sa peine est commuée en déportation. Elle rejoint le camp de Bergen-Belsen. Elle meurt le 4 mai 1945 dans le train qui la ramenait des camps. L'école d'Airan porte son nom depuis 2012.
Désiré Marie purge 3 mois de prison pour braconnage en octobre 1942. Il n'a pas été mis en cause pour les sabotages.
Charles Reinert s'est réfugié dans le sud de la France au début de l'année 1943 pour fuir la répression dans le  Calvados. Il y reste jusqu'à la fin de la guerre.
Emile Julien quitte le Calvados au printemps 1943 et rejoint la Bretagne où il devient le responsable interrégional des FTP. Il est arrêté par la Milice en mai 1944 et emprisonné à Angers. Il est libéré par les Alliés en août de la même année.